# Терашіма Шімей
Терашіма Шімей (寺島紫明, 8 листопада 1892 — 13 січня 1975) — японський художник, який творив у періоди Мейджі та Шьова.
Народився в містечку Акаші префектури Хьоґо у сім'ї торговця бавовнянами тканинами. Мав двох старших сестер. У дитинстві був хворобливим. Ім'я при народженні — Токушіґе.
Коли Терашіма виповнилося дев'ять років, він захопився читанням і почав малювати. У березні 1908 року, після закінчення середньої школи, почав залучатися до сімейної справи і часто їздив до свого дядька по батьковій лінії, який був також продавцем бавовни в Осаці. Коли Терішама було 17 років, його батько помер і сімейний бізнес успадкувала одна з його старших сестер, Цута. Водночас він приєднується до мистецького угруповування у рідному містечку і вчиться віршоскладанню у Вакаяма Бокусуї. У 1911 році Терашіма публікує кілька своїх танка під іменем Терашіма Тамадаре у журналі «Сосаку» (創作).
У віці 20 років переїхав у Токіо за сприяння художника Янаґіда Кенкічі (柳田健吉). Більшість його тогочасних односельців були учнями художньої школи і частково через це Терашіма почав малювати пейзажі. Янаґіда порадив йому стати справжнім художником і здобути відповідну освіту, після чого Терашіма йде вчитися до Кабураґі Кійоката.
Кілька разів виставляв свої роботи на Японській виставці образотворчого мистецтва (日展, Ніттен), де отримував різноманітні відзнаки та нагороди. У 1936 році Терашіма вирішив покинути Токіо і переїхав до своєї старшої сестри Цути у місто Нішіномія. У 1945-го в рамках трудової мобілізації працював на заводі компанії Kawanishi Aircraft Company в окупованому Інчхоні.
Восени 1974 року Терашіма важко захворів і помер наступного року від крововиливу у мозок. Похований на території храму Міцудзо-ін (密蔵院) у рідному місті Акаші.